# Municipio de Covington (condado de Tioga)
El municipio de Covington (en inglés, Covington Township) es una subdivisión administrativa del condado de Tioga, Pensilvania, Estados Unidos. Según el censo de 2020, tiene una población de 1.032 habitantes.

## Geografía
Está ubicado en las coordenadas 41°43′47″N 77°05′58″O / 41.72972, -77.09944 (41.72958, -77.099489).

## Demografía
Según la Oficina del Censo en 2000 los ingresos medios por hogar en la región eran de $34,375 y los ingresos medios por familia eran de $38,203. Los hombres tenían unos ingresos medios de $26,912 frente a los $19,922 para las mujeres. La renta per cápita para la localidad era de $16,802. Alrededor del 15,2% de la población estaban por debajo del umbral de pobreza.
De acuerdo con la estimación 2015-2019 de la Oficina del Censo, los ingresos medios por hogar en la región son de $52,500 y los ingresos medios por familia son de $61,471. El 14,1% de la población está por debajo del umbral de pobreza.